# Vrelo Bosne
Vrelo Bosne är en källa i Bosnien och Hercegovina.   Den ligger i entiteten Federationen Bosnien och Hercegovina, i den centrala delen av landet, 8 km väster om huvudstaden Sarajevo. Vrelo Bosne ligger 496 meter över havet.
Terrängen runt Vrelo Bosne är kuperad åt nordost, men åt sydväst är den bergig. Runt Vrelo Bosne är det ganska tätbefolkat, med 90 invånare per kvadratkilometer.. Närmaste större samhälle är Sarajevo, 7,6 km öster om Vrelo Bosne. 
I omgivningarna runt Vrelo Bosne växer i huvudsak lövfällande lövskog.